# ترابانت ۶۰۱
ترابانت ۶۰۱ (به انگلیسی: Trabant 601) یا ترابانت پی۶۰۱ (به انگلیسی: Trabant P601) یک مدل از ترابانت بود که از سال ۱۹۶۳ تا ۱۹۹۰ در تسویکاوی آلمان مونتاژ می‌شد. این خودرو به دلیل مدت زمان تولید زیادی که دارد به نام best شهره است. از این خودرو تعداد ۲٬۸۱۸٬۵۴۷ دستگاه تولید شد. این خودرو رایج‌ترین وسیله نقلیه در آلمان شرقی بود.